# Excalibur
För andra betydelser, se Excalibur (olika betydelser).

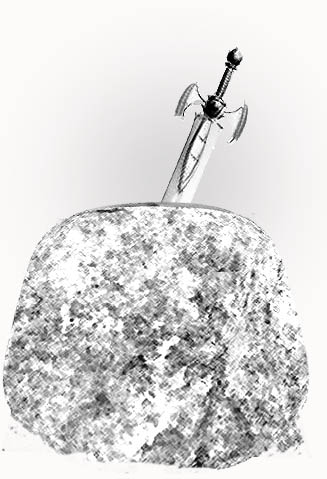
Excalibur, även kallat Svärdet i stenen.

Excalibur är det mytiska svärdet i Arturlegenden. På kymriska heter det Caledfwlch, korniska Calesvol, bretonska Kaledvoulc'h och på latin Caliburnus. Dess myter har många likheter med svärdet Gram ur nordisk mytologi.

## Teorier
Det finns många olika separata historier om hur kung Artur fick tag på sitt svärd. Den första är "Svärdet i Stenen", som omnämns i Robert de Borons Merlin. Enligt denna version sitter Excalibur fast i en sten och kan bara dras bort av den rättmätige kungen, vilket i legenden är Artur.

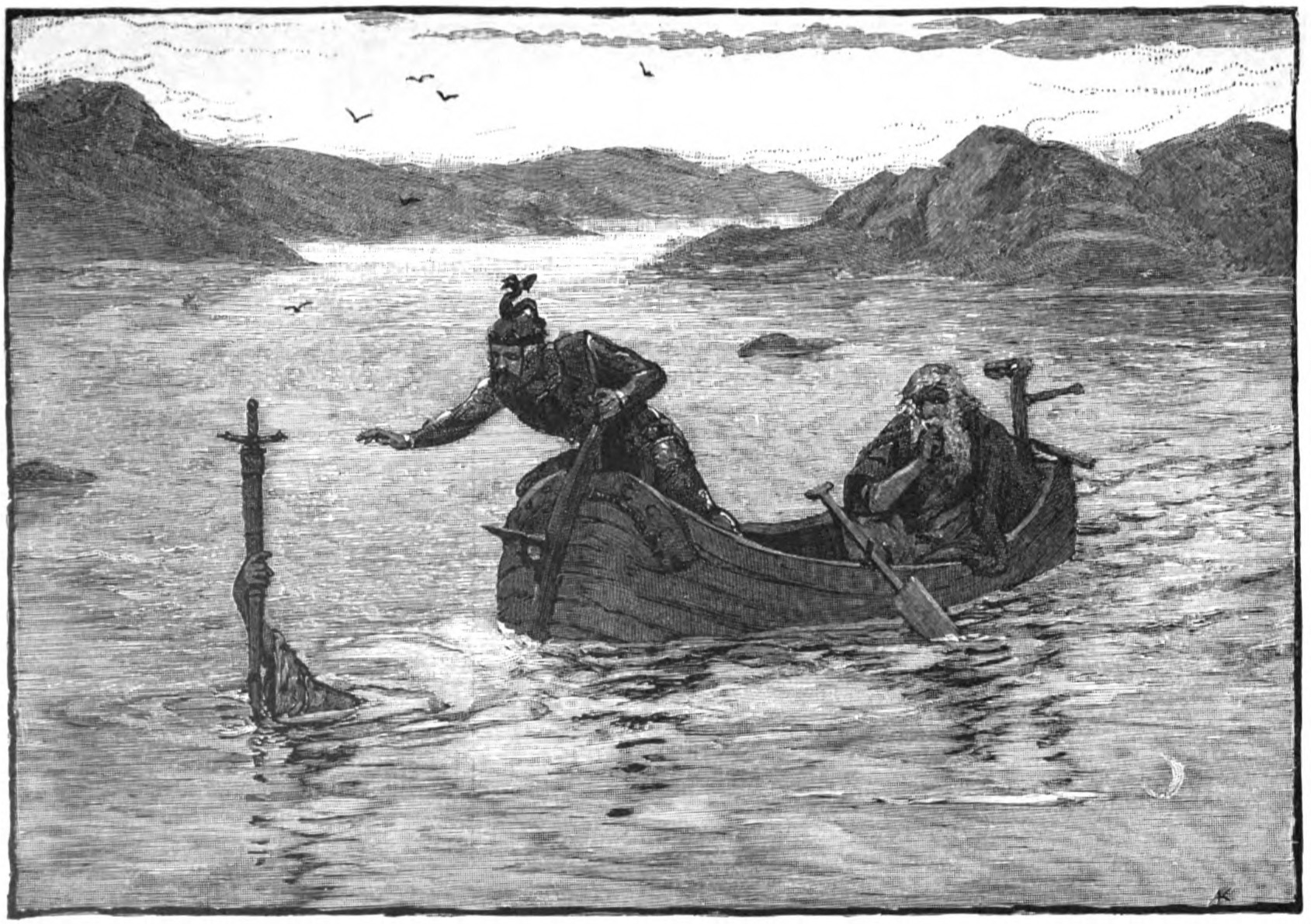
Damen i sjön erbjuder Kung Artur Excalibur, av Alfred Kappes (1880).

Den andra versionen beskrivs i 1400-talsskriften Morte D'Arthur av sir Thomas Malory. I denna versionen får Artur svärdet av Viviane ("Damen i Sjön") efter att ha haft sönder sitt första svärd. När han dör säger han åt sir Bedivere att ge tillbaka svärdet till Damen i Sjön.
Det finns även versioner som kombinerar dessa två legender, där Uther Pendragon, Kung Arturs far, får svärdet av Damen i Sjön för att kunna bli kung över Britannien. Han ränner sedan ner det i en sten före sin död. Det är inte förrän Artur är vuxen som landet får en ny kung i och med att han kan dra svärdet ur stenen.
Det finns också en version där Excalibur var Julius Caesars svärd som han gömmer undan från resten av världen. Det är inte förrän Romerska riket har fallit som hans sista ättling, en liten pojke, hittar svärdet. Efter många om och men kastar den lille pojken iväg svärdet som fastnar i en sten. Pojken växer sedan upp i en liten by där han får en son, Artur, som senare efter sin faders död drar upp svärdet ur stenen. Svärdet bar ursprungligen inskriptionen ensis chalibris (svärd av stål), men när svärdet dras upp finns bara bokstäverna e s chalibr kvar.

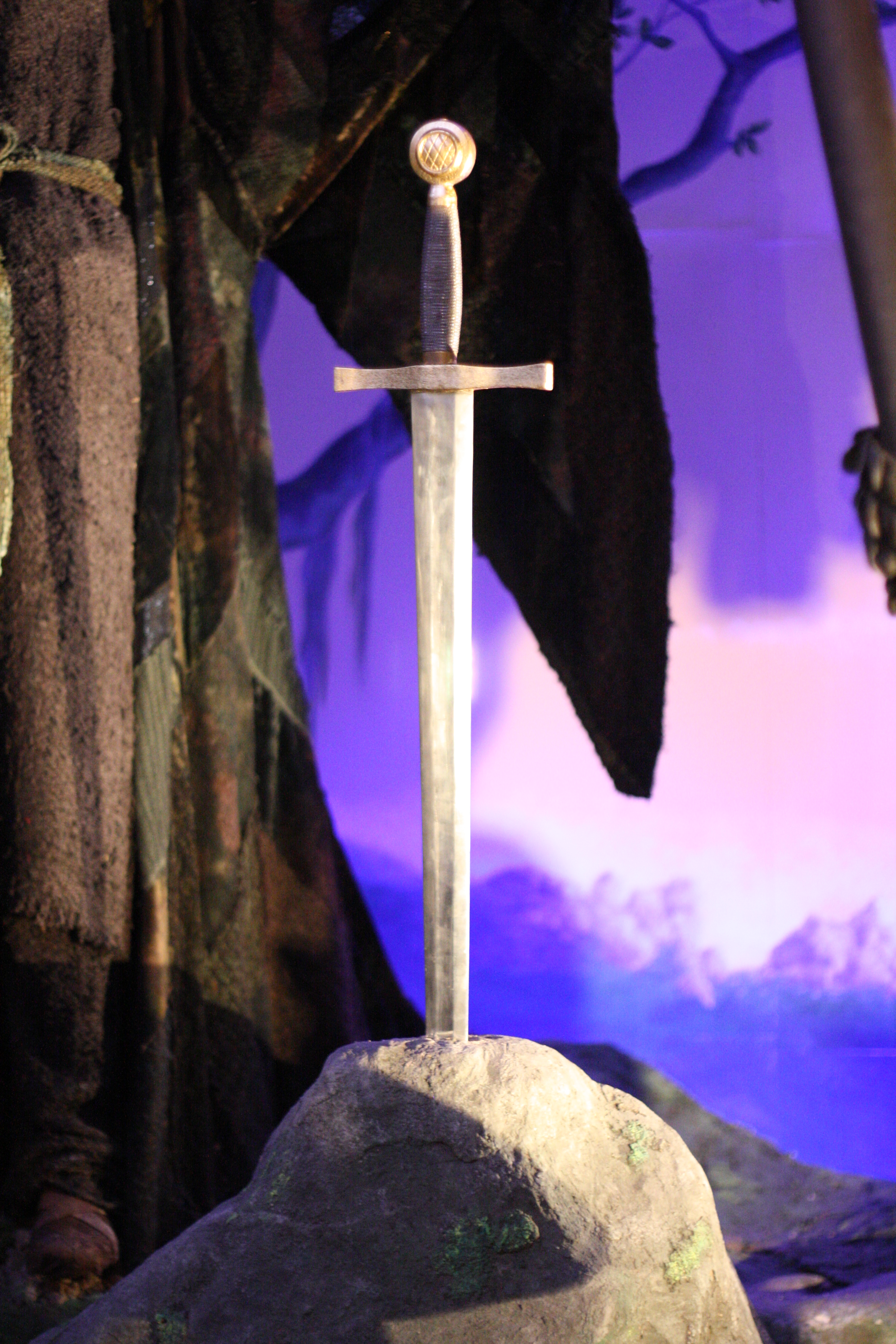
Svärdet Excalibur från filmen med samma namn 1981.

Filmen Excalibur från 1981 ger en komplett berättelse om kung Artur, från hans födelse till hans död. Berättelsen börjar med att en riddare vid namn Uther får hjälp av magikern Merlin att ta sig fram till den han åtrår, för att kunna avla fram ett barn. Uther lovade Merlin att denne ska få behålla barnet, ett löfte som han även infriar. Men efter ett tag ångrar sig Uther och råkar bli dödad på sin jakt efter Merlin, men innan han dör hinner han sätta ner Excalibur i en sten. Flera år efter att Uther hade dött samlades flera riddare för att tävla om vem som ska få försöka att dra upp svärdet ur stenen. Sägnen säger att den som kan dra ur svärdet ifrån stenen skall krönas till Englands konung. Artur och hans bror och far befinner sig där. Artur själv ska inte tävla i turneringen, men på något sätt lyckas han ta sig till stenen och dra upp svärdet ifrån den.
I "Avalons dimmor" tillverkades svärdet enbart till Artur, men i denna version är svärdsskidan av större tyngd, ty skidan bär på avancerad magi, uträttad av prästinnan Morgaine. Med magin kan Artur inte blöda mer än en mindre mängd blod när han blir sårad av landets fiender, saxarna.
Excaliburs krafter var sådana att den som svingade svärdet kunde se sin motståndares svagheter allt från fäktningsteknik till svagheter i rustningen vilket gjorde att den som hade svärdet var i princip oslagbar.
Svärdskidans magiska egenskaper nämns även i andra varianter av Arturlegenden. Morgaine, mer känd som Morgan le Fay, kastar den i vattnet efter episoden då Accolon dör i strid mot kung Artur.